# Грб Цуга
Грб Цуга је званични симбол швајцарског кантона Цуг. Грб датира из 1319. године.

## Опис грба
Грб Цуга је германски штит у сребреној боји са плавом плочом хоризонтално постављеном преко средине унутар поља грба.
Грб нема додатних, пратећих детаља.